# Bing & Grøndahl

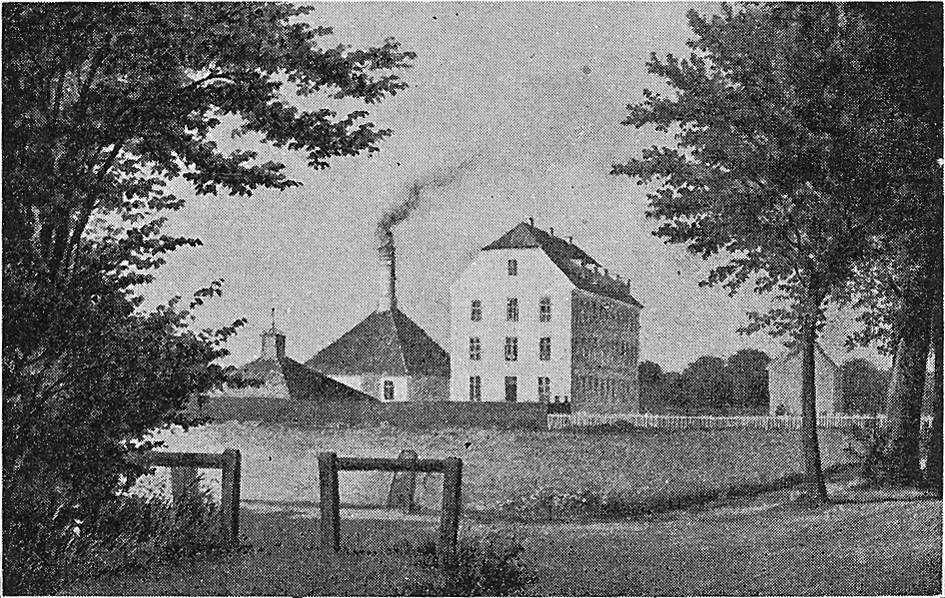
Vesterbrogade med Bing & Grøndahls fabriksbyggnad. 1856.

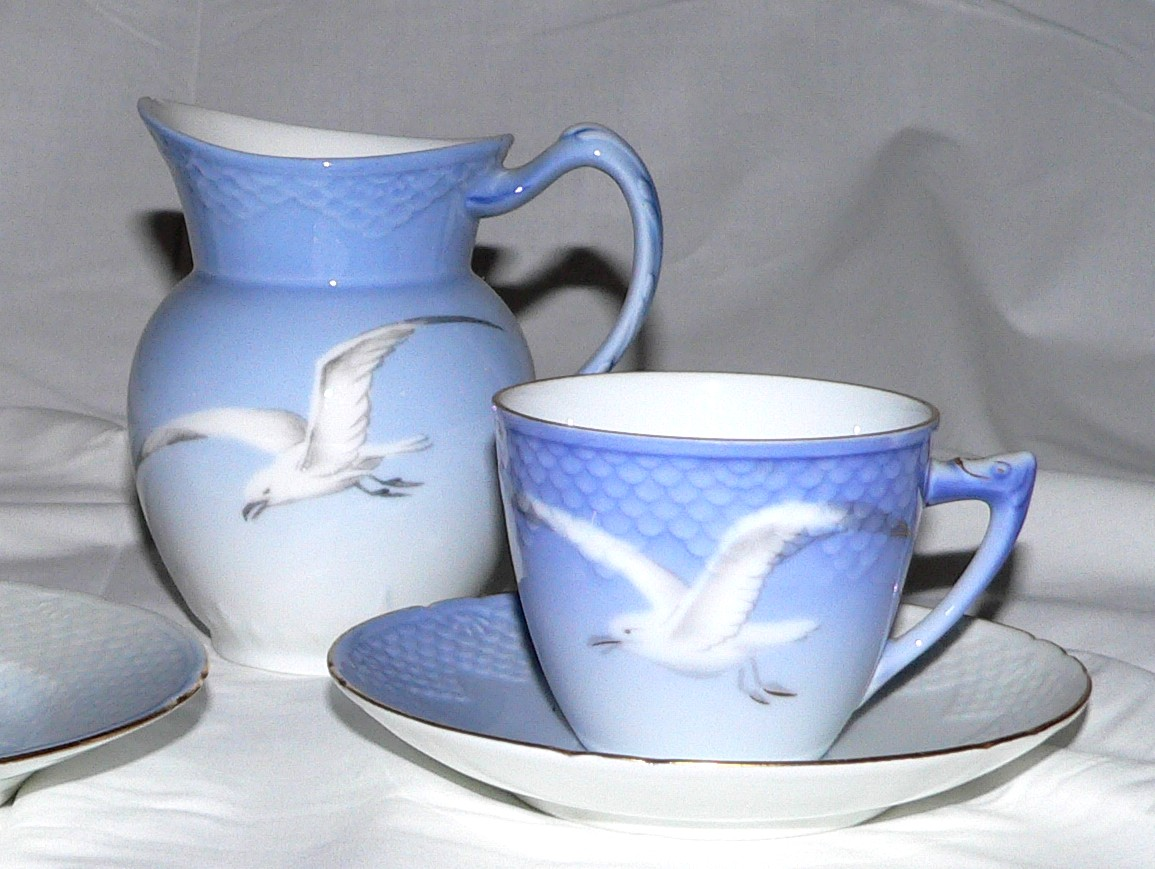
Servisen Måsen

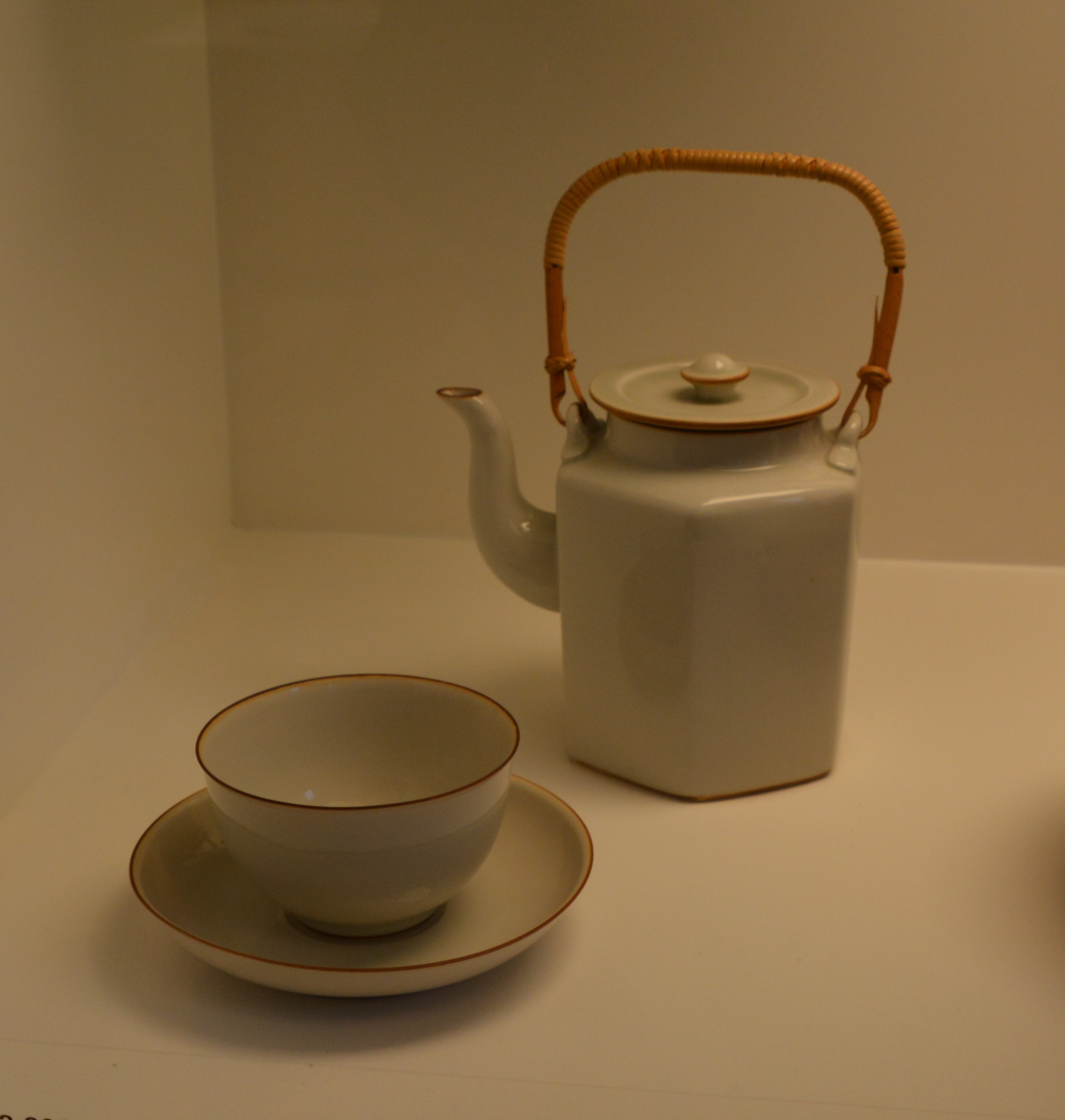
Teservis från 1956 av Gertrud Vasegaard, Bing & Grøndahl

Bing & Grøndahl (B&G) var en dansk porslinstillverkare som var verksamt under eget namn mellan 1853 och 1987, då företaget slogs samman med den tidigare konkurrenten Den Kongelige Porcelænsfabrik. Idag ingår varumärket i Royal Copenhagen. Företagets storhetsperiod var under sekelskiftet 1900, då dansk porslinskonst intog en konstnärlig särställning i Europa. Dess varumärke var tre torn, en referens till Köpenhamns stadsvapen.
Fabriken grundades 1853 av Frederik Vilhelm Grøndahl som konstnärlig ledare samt bröderna Jacob Herman och Meyer Hermann Bing som ekonomiska chefer. Från 1868 blev J. H. Bings båda söner Ludvig och Harald Bing medarbetare med Heinrich Hansen som konstnärlig ledare. 1885 blev Pietro Krohn konstnärlig ledare och 1895 blev fabriken aktiebolag.
År 1897 tog Jens Ferdinand Willumsen över som konstnärlig ledare. 1916 grundades dotterfabriken Porcelainsfabriken Norden för framställning av servis- och tekniskt porslin. Efter Harald Bings död 1924 blev Poul Simonsen direktör med F.A. Hallin som konstnärlig ledare.
Den mest kända servisen är Måsen (danska: Mågestellet) som skapades av Fanny Garde 1895, och som på 1950-talet utnämndes till Danmarks nationalservis. År 2010 fanns servisen i mer än vart tionde danskt hem. Bing & Grøndahl tillverkade även servisen Musselmalet.
Den första fabriken låg i Köpenhamn i korsningen mellan Vesterbrogade och Rahbeks Allé. Senare drevs produktion även i Randers.
Bland konstnärerna som var verksamma vid fabriken märks Vilhelm Hammershøi, Hans Tegner (från 1907), Carl Petersen (från 1907), F. A. Hallin (från 1907), H. O. Busch-Jensen (från 1907), Kai Nielsen, Axel Salto, Knud Kyhn, Gunnar Nylund, Mogens Brøggild, Ebbe Sadolin, Gertrud Vasegaard, Gudrun Meedom och Jean Réne Gauguin (från 1923).